# Yeşilyurt, Gerger
Yeşilyurt là một xã thuộc huyện Gerger, tỉnh Adıyaman, Thổ Nhĩ Kỳ. Dân số thời điểm năm 2011 là 189 người.